# Maasakker
Maasakker is een woonwijk en bedrijventerrein in het noorden van de gemeente 's-Hertogenbosch, in de Nederlandse provincie Noord-Brabant. De wijk ligt in het noorden van stadsdeel Empel. Het bedrijventerrein is bestemd voor kleinschalige bedrijvigheid. In deze wijk bevond zich voorheen het Sportpark De Maasakker, waar rkvv Emplina zijn wedstrijden speelde voordat ze naar de wijk Empel-Oost verhuisden.

## Aangrenzende wijken
| Aangrenzende wijken    | Aangrenzende wijken | Aangrenzende wijken | Aangrenzende wijken | Aangrenzende wijken |
| ---------------------- | ------------------- | ------------------- | ------------------- | ------------------- |
|                        |                     | De Koornwaard       |                     |                     |
|                        |                     |                     |                     |                     |
| Oud-Empel Abdijenbuurt | Empel-Oost          |                     |                     |                     |
|                        |                     |                     |                     |                     |
|                        |                     | Kom Empel           |                     |                     |